# 이마드 카미스

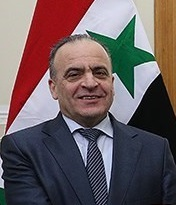
이마드 카미스 총리

이마드 모함메드 카미스(1961년 8월 1일 ~ , 아랍어: عماد خميس)는 시리아의 정치인으로 2016년 7월부터 2020년 6월까지 시리아의 총리를 지냈다.
과거 전력부 장관을 역임하였으며 소속 정당은 바트당이다. 바샤르 알아사드 대통령의 개각 단행으로 2012년에 취임한 와엘 나데르 알할키 총리의 뒤를 이어 취임되었다.